# Governo da República da China em Guangzhou
```
   |-
       |
Erro:
:  
valor não especificado para "
nome_comum
"
```

O Governo da República da China em Guangzhou (para diferenciar da República da China sob o Governo de Beiyang) ou Governo da República da China e ainda apenas República da China foi o regime sucessor da Junta de Proteção Constitucional, que era baseada em uma Junta militar liderada pelo Partido Nacionalista da China de Sun Yat-sen.
Em 1921, Sun Yat-sen encerrou o governo provisório de regime militar em Guangzhou e procurou criar uma República Presidencialista sob os territórios que este controlava no sul da China. Ele foi eleito presidente em 7 de Abril de 1921 pelo recém reorganizado parlamento da Assembléia Nacional.
O Regime foi bruscamente encerrado em 1922 após os senhores da guerra em Guangxi capturarem Guangzhou. Sun Yat-sen e seu exército fugiram, por barcos, para Xangai, dando ínicio a outro regime conhecido historicamente por "Reduto do Exército e da Marinha da República da China", onde a ultimas forças do governo da República da China do Kuomintang se estabeleceram contra o governo de Beiyang.
| Precedido por Governo Militar da República da China (1917–1921) | Governo da República da China em Guangzhou 1921–1922 | Sucedido por Reduto Nacionalista da República da China (1923–1925) |